# Billy McKee
Pour les articles homonymes, voir McKee.
Billy McKee (irlandais : Liam Mac Aoidh), né le 12 novembre 1921 à Belfast (Irlande du Nord) et mort le 12 juin 2019 dans la même ville, est un homme politique britannique, républicain irlandais membre de l'Irish Republican Army (IRA) puis de la Provisional Irish Republican Army (PIRA).

## Biographie
Billy McKee naît à Belfast en 1921. Il rejoint l'Irish Republican Army en 1939. Il est emprisonné à plusieurs reprises dans les années 1940 et 1950. Il devient commandant de la brigade de Belfast de l'IRA au début des années 1960. Après la bataille du Bogside en 1969, il soutient la dissidence opposée à la ligne de l'IRA qui forme par la suite la PIRA, devenant commandant de la brigade de Belfast de la nouvelle organisation.